# Topf-Teuerling
Der Topf-Teuerling oder Bleigraue Teuerling (Cyathus olla) ist ein Pilz aus der Gattung der Teuerlinge. 

## Aussehen

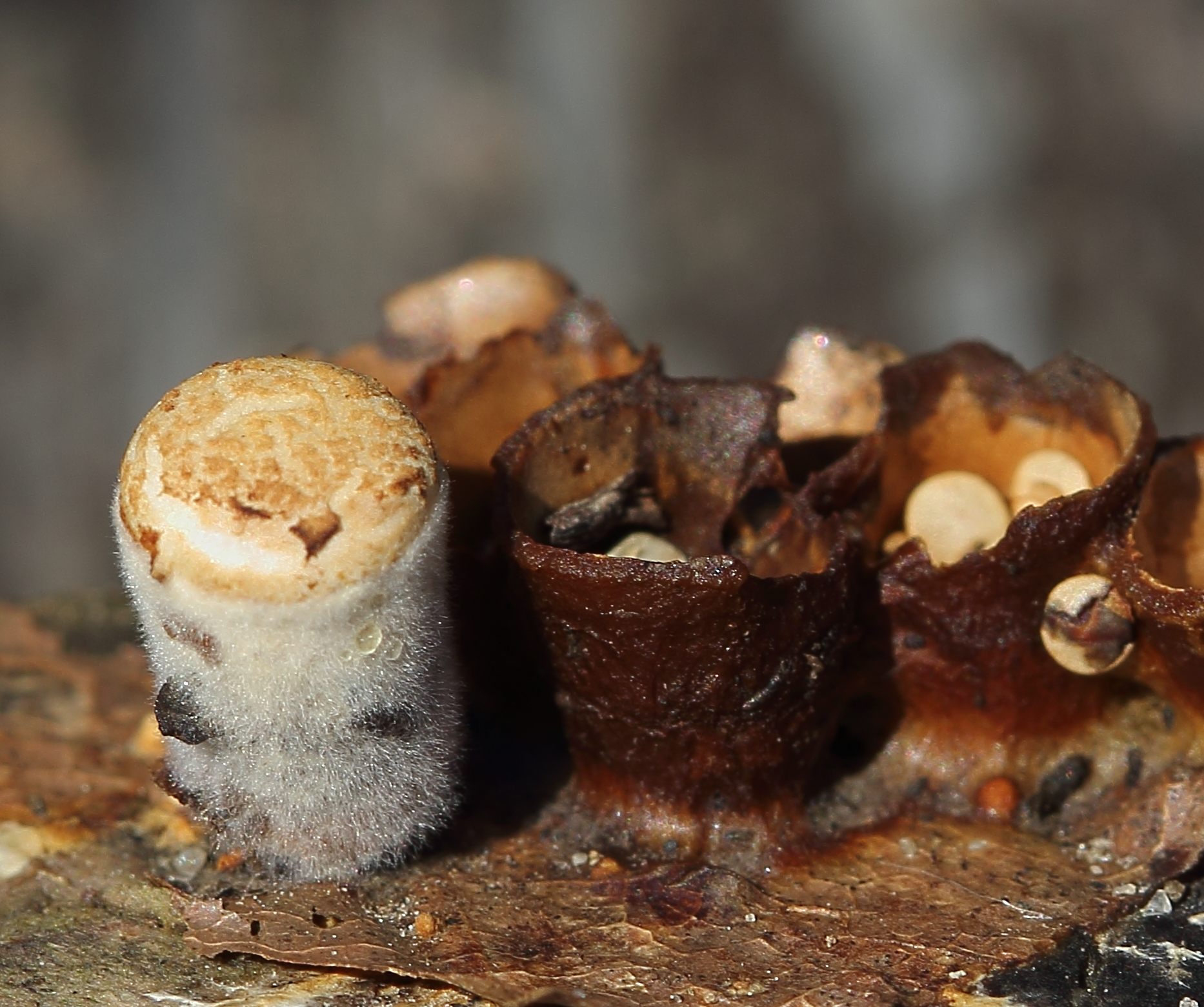
Topf-Teuerling (Cyathus olla), junger Fruchtkörper (links), noch ungeöffnet

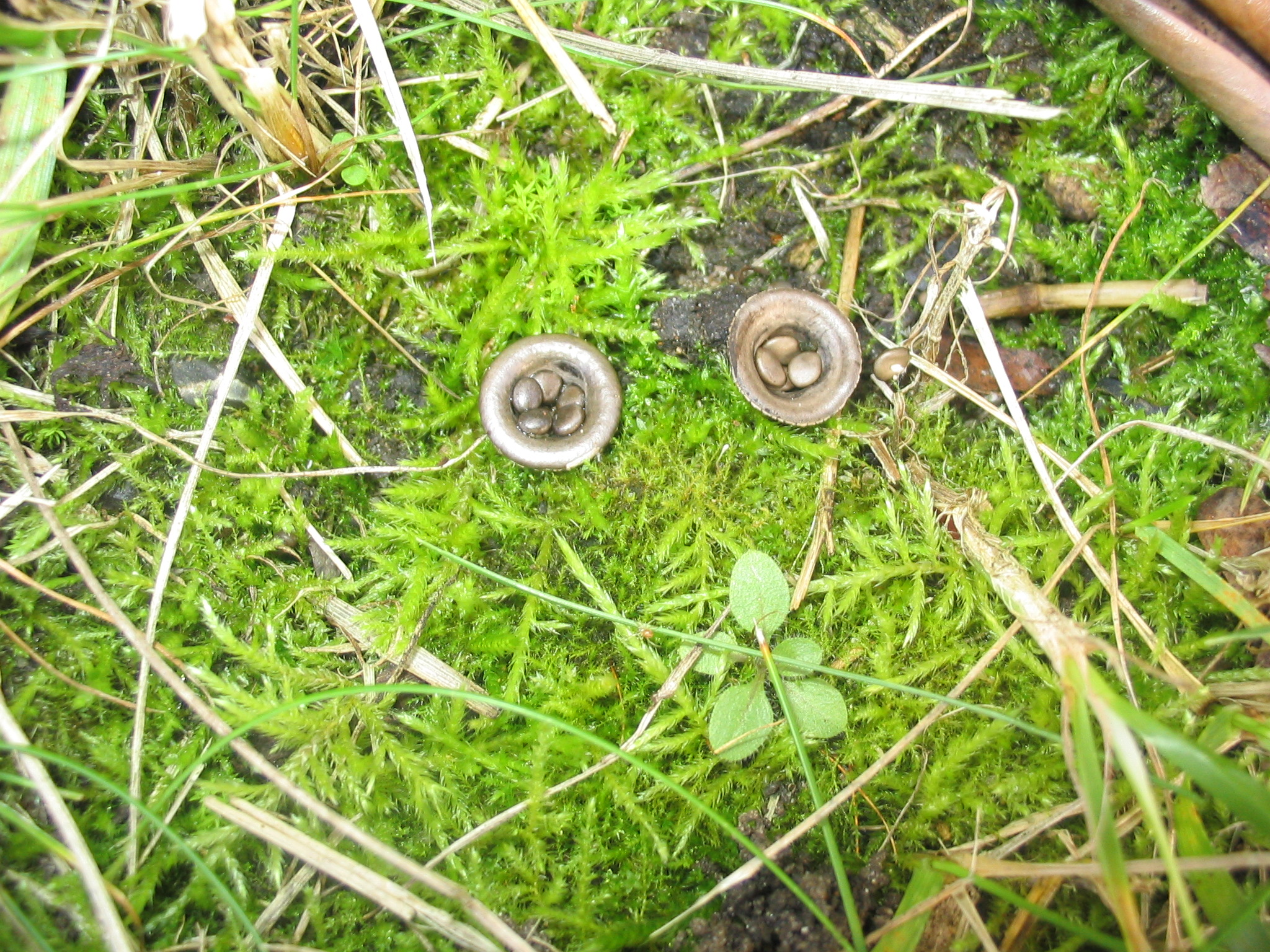

Die Fruchtkörper sind 0,7–1,2 cm hoch, verkehrt eiförmig bis zylindrisch, im unreifen Zustand mit einem grauen Epiphragma verschlossen, die Außenwand ist fein behaart. Die Peridie zeigt zuletzt am Ende der Reife meist nach außen und ist innen glatt und (blei)-grau bis braun. Die ellipsoidischen bis eiförmigen, 11–12 × 7–8 µm großen Sporen befinden sich in grauen, linsenförmigen, 2–3 mm breiten Peridolen.

## Ökologie
Der Topf-Teuerling kommt als Saprobiont meist außerhalb des Waldes in Feldern, Gärten und Trockenrasen auf Holzstückchen oder Resten von Gräsern und Kräutern vor, häufig scheinbar auf der Erde wachsend. Besonders gern wächst er auf Rindenmulch. Der Topf-Teuerling ist annähernd weltweit verbreitet, in Europa kommt er vom Mittelmeergebiet bis Irland, Schottland und Mittelskandinavien vor.

## Bedeutung
Die Art kommt als Speisepilz nicht in Frage und hat keine wirtschaftliche Bedeutung.